# Sacred Heart
Sacred Heart (рус. священное сердце) — третий студийный альбом группы Dio, изданный в 1985 году. Диск стал золотым и занял 29 строчку в Billboard 200. В 1986 году под названием Sacred Heart: The Video было выпущено видео с концерта в поддержку альбома (с 2004 года доступно в формате DVD).
При оформлении сцены для концертов был создан огромный макет дракона, с которым Ронни Джеймс Дио боролся во время исполнения песни «Sacred Heart».
В этот альбом, охарактеризованный Ронни как «мрачный в стиле Dio», вошла песня «Rock ’n’ Roll Children», которую музыкант назвал своей любимой: «Она очень много для меня значит[…]. Я написал эту песню с позиции человека, который в то время был моложе меня и любил, скажем, носить кожаные шмотки, в то время как сторонники мини-юбок, показывая на него пальцем, шептались: „Посмотри на этого отморозка!“. И это очень непросто переживать и переваривать внутри себя. Так что кто-то должен был написать песню о детях рок-н-ролла, о том, какие они. А мне это было хорошо известно. Они просто убежали от всего… Когда я исполняю эту песню, то всегда чувствую умиротворение. У тебя должна быть какая-то страсть к чему-либо. А это и есть моя страсть. Поэтому я так люблю эту песню».
Sacred Heart стал последним альбомом, в записи которого принял гитарист Вивиан Кэмпбелл. Музыкант продолжил карьеру в Def Leppard, Riverdogs, Whitesnake и Thin Lizzy.
После альбома Sacred Heart начался небольшой спад популярности группы.

## Оформление
На обложке альбома изображён хрустальный шар в руках. Внутри шара находится дракон, который держит в своих лапах сердце. На рамке, обрамляющей эту композицию написано на латыни: Finis Per Somnium Reperio Tibi Sacra Cor Veneficus Ostium Aurum, что означает: «Comes the end by sleep, I will prepare for you the Sacred Heart which is the magic that opens upon the alter». Автор обложки — Роберт Флорцак (англ. Robert Florczak).
Внутри книжки под названием песен написана цитата из песни «Sacred Heart»: «Whenever you dream you’re holding a key. It opens the door to let you be free». Также в книжке после благодарностей всем, кто участвовал в создании альбома указано: «особое спасибо всем остальным мечтателям».

## Критика
Обозреватель сайта Allmusic Ривадавия считает, что на альбоме представлены композиции, ставшие уклоном группы в более коммерчески выгодный стиль.
Владимир Импалер в своей статье, посвящённой Ронни Джеймсу Дио, назвал Sacred Heart «глэмовым».

## Список композиций
Основным композитором альбома стал Ронни Джеймс Дио, ставший автором или соавтором всех девяти композиций альбома. Джимми Бэйн принял участие в написании музыки для 6 композиций, Вивиан Кэмпбелл - 5, Винни Апписи - 4.
Все тексты написаны Ронни Джеймс Дио.
| №  | Название                   | Длительность |
| -- | -------------------------- | ------------ |
| 1. | «King of Rock and Roll»    | 3:49         |
| 2. | «Sacred Heart»             | 6:30         |
| 3. | «Another Lie»              | 3:50         |
| 4. | «Rock ’n’ Roll Children»   | 4:34         |
| 5. | «Hungry for Heaven»        | 4:14         |
| 6. | «Like the Beat of a Heart» | 4:26         |
| 7. | «Just Another Day»         | 3:26         |
| 8. | «Fallen Angels»            | 4:03         |
| 9. | «Shoot Shoot»              | 4:17         |

## Участники записи
- Ронни Джеймс Дио — вокал
- Вивиан Кэмпбелл — гитара
- Джимми Бэйн — бас-гитара, клавишные
- Винни Апписи — ударные
- Клод Шнелл — клавишные